# 全国優良石材店の会
一般社団法人全国優良石材店（ぜんこくゆうりょうせきざいてん）は、日本全国の石材店400社あまりで組織されている墓石の業界団体。略称は全優石。
墓石に関するPR活動を行うと共に、加盟店相互の連携を通じたサービスの向上を目指している。

## 沿革

### 設立
全優石は1982年1月（1983年とする資料あり）、東北工業株式会社社長の吉田剛を会長として設立された。東北工業は昭和40年代に墓石材輸入業に参入、1975年から吉田は顧客の業者を対象にセミナーを開催して経営を説き、独自の市場調査で得た知識を展開、この活動が後の全優石設立につながった。全優石設立後、約300社が会員となった。全優石は言わば「売りっ放し」の傾向のあったこの業界において、1984年に墓の保証書発行制度を導入した。また建墓ローンや、大東京火災の積立交通傷害保険と組み合わせた「建墓プラン」などといった商品の提供も行った。

### ニューデザイン運動
1987年1月、東北工業株式会社はインターロック株式会社に改称し、この年から全優石は「ニューデザイン運動」を展開、2月には彫刻家・建築家・造形作家・グラフィックデザイナーなど各界の専門家に依頼して新たにデザインした墓の発表会をホテルで開催した。この運動は、海外から安価な墓石が完成品の形でも輸入されるようになってきたことから、デザイン面で差別化を図り競争力を維持することを狙ったものであった。発表会は業界関係者のほか一般客も約500名が来場し、個性的なデザインを持った墓に対する関心の高さを示した。全優石はその後もデザイン重視の路線を続け、1988年にはインターロック名義でデザイナーと契約、会員企業へのデザイン供与を開始したほか、1995年からは「ニューデザインお墓写真コンテスト」を開催、一般から募集した独自のデザインの墓を表彰する取り組みも行った。
1991年1月、吉田剛はインターロックの社長職を弟に譲り、全優石の活動に専念するようになった。この時期から全優石は販売以外の関連分野でもさまざまな事業を展開した。1991年には墓石の清掃を請け負う事業を行っているクリーンセミタリーと提携、「墓石リフレッシュサービス」の提供を開始した。また1992年には電話で一般からの墓に関する相談を受け付ける無料相談サービスを開始し、毎年彼岸の時期に実施するようになった。1993年には情報提供をさらに拡大し、全国の加盟社を通じて入手した空き墓地情報の提供も開始した。1994年には一般消費者向け電話相談で得た知見も反映し、「お墓講座」を大都市で開催するほか、希望があれば出張講座にも応じるとした。こうした情報提供は、空き墓地情報提供においては加盟社への誘導を行わず、また出張講座においても売り込みは行わないなど、加盟社の拡販に直接つなげるというよりは、消費者の啓蒙を通じた長期的な利益を目指した試みであった。

### ZTM戦略
一連の施策で全優石の名称は一定の認知を得たものの、具体的な活動内容までは浸透していなかった。業者側でも加入の利点が見出しにくいという意見もあり、設立当時800社を目標とした加盟社数は一時420社となったのを最高に300社あまりにとどまっていた。これに対し全優石は2001年「ZTM戦略」を打ち出し、戦略の一環として加盟店舗に全優石認定店の看板設置を推進、全優石への認知が加盟店の認知につながるようにした。2002年には中間法人に移行、2003年には小林亜星をイメージキャラクターに起用し、2億3000万円の予算のうち1億円をCMや新聞広告に投入して広範な宣伝活動を展開した。
2004年にはユネスコ、ユニセフ、緑の募金などを通じて公益事業を推進していく方針を示した。2011年に発生した東日本大震災では、墓石修復をボランティアで進めるとともに、「NEW津波石」と名付けた新たな石碑を被災地500箇所に建てる「命の復幸計画」を発表している。